# Гловер, Дональд
До́нальд Макки́нли Гло́вер (англ. Donald McKinley Glover; род. 25 сентября 1983, Калифорния) — также известный под сценическим псевдонимом Childish Gambino (рус. Ча́йлдиш Гамби́но) — американский актер, комик, певец, рэпер, писатель, режиссер и продюсер. После работы в «Derrick Comedy» во время учебы в Нью-Йоркском университете Гловер в возрасте 23 лет был нанят Тиной Фей в качестве сценариста ситкома NBC «Студия 30». Позже он прославился тем, что сыграл студента колледжа Троя Барнса в ситкоме NBC «Сообщество» с 2009 по 2014 год. С 2016 по 2022 год Гловер снимался в сериале FX «Атланта», который он создал и иногда режиссировал. За свою работу в «Атланте» Гловер получил различные награды, в том числе две прайм-таймовых премии «Эмми» и две премии «Золотой глобус».
Гловер снялся в нескольких успешных фильмах, включая сверхъестественный хоррор «Эффект Лазаря» (2015), комедийно-драматический фильм «Супер Майк XXL» (2015) и научно-фантастический фильм «Марсианин» (2015). Он сыграл Аарона Дэвиса в супергеройском фильме «Человек-паук: Возвращение домой» (2017) и сыграл Лэндо Калриссиана в космическом вестерне «Хан Соло. Звёздные войны: Истории» (2018). Он также озвучил взрослого Симбу в «Короле Льве» (2019). Гловер также является режиссёром, он снялся в короткометражном фильме «Остров Гуава» (2019) и спродюсировал его.
После независимо выпущенных альбомов и микстейпов Гловер подписал контракт с Glassnote Records в 2011 году и в том же году выпустил свой первый студийный альбом «Camp». В 2013 году он выпустил свой второй альбом, «Because the Internet». Третий альбом Гловера, «Awaken, My Love!» (2016), породил сингл «Redbone», который достиг двенадцатого места в Billboard Hot 100 и в конечном итоге принес ему его первую премию «Грэмми». В 2018 году Гловер выпустил «This Is America», которая дебютировала под номером один в Hot 100 и получила четыре премии «Грэмми», в том числе за песню и пластинку года. Четвёртый альбом Гловера, «3.15.20», был выпущен в 2020 году.

## Ранняя жизнь
Дональд Маккинли Гловер-младший родился на военно-воздушной базе Эдвардс в Эдвардсе, штат Калифорния, 25 сентября 1983 года и вырос в Стоун-Маунтин, штат Джорджия, где служил его отец. Его мать, Беверли (урожденная Смит), работает в детском саду на пенсии, а его отец, Дональд Гловер-старший, был почтовым работником. Его родители служили приёмными родителями в течение 14 лет. Гловер был воспитан как свидетель Иеговы, но он больше не религиозен. Его младший брат, Стивен, позже станет сценаристом и продюсером, который сотрудничает с ним. У него есть сестра по имени Брианна.
Гловер посещал среднюю школу Эйвондейл и школу искусств Декалб, и в своем школьном ежегоднике был признан «Наиболее вероятным сценаристом для Симпсонов». В 2006 году он окончил школу искусств Тиш при Нью-Йоркском университете по специальности «Драматическое письмо». Находясь в Тиш, он самостоятельно спродюсировал независимый микстейп «The Younger I Get», который не был выпущен и был отвергнут Гловером за «слишком грубый бред» того, кого он называет «дряхлым Дрейком». Он начал диджействовать и продюсировать электронную музыку под псевдонимом MC DJ (позже как mcDJ), сделав ремикс на альбом Суфьяна Стивенса «Illinois» (2005).

## Карьера

### 2006—2010: «Derrick Comedy», «Сообщество» и микстейпы
В 2006 году Гловер привлёк внимание продюсера Дэвида Майнера после того, как Гловер прислал образцы написания, включая специальный сценарий, который он написал для «Симпсонов». Майнер и Тина Фей были впечатлены работой Гловера и наняли его сценаристом ситкома NBC «Студия 30». С 2006 по 2009 год Гловер писал для «Студия 30», в котором он также время от времени снимался. Он и его соавторы были удостоены премии Гильдии сценаристов Америки за лучший комедийный сериал в 2008 году за работу над третьим сезоном. В 2008 году Гловер безуспешно пробовался на роль президента Барака Обамы в скетч-комедийной программе «Saturday Night Live»; роль досталась актерскому составу Фреда Армисена. Во время учебы в Нью-Йоркском университете Гловер стал участником скетч-комедийной группы «Derrick Comedy», появляясь в их скетчах на YouTube с 2006 года вместе с Домиником Дирксом, Мегги Макфадден, ДиСи Пирсоном и Дэном Экманом. Группа написала сценарий и снялась в полнометражном фильме «Тайная команда», комедии о подростках-детективах-любителях; премьера состоялась на кинофестивале «Сандэнс» в 2009 году. С ограниченным тиражом фанаты запросили фильм в своих местных кинотеатрах.

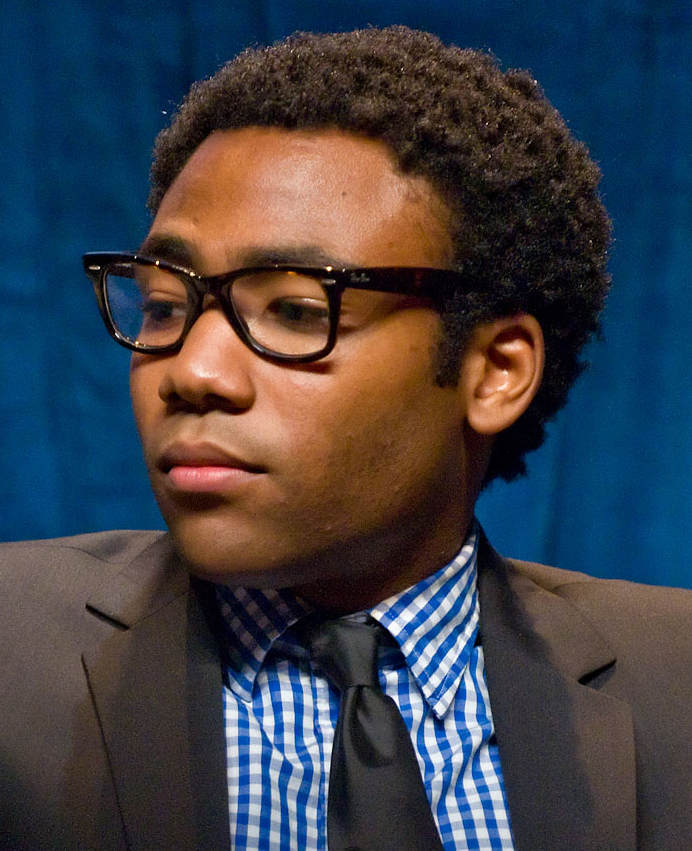
Дональд Гловер на панели для «Сообщества» на PaleyFest 2010

Гловер снялся в роли бывшего спортсмена средней школы Троя Барнса в ситкоме Дэна Хармона NBC «Сообщество», премьера которого состоялась в сентябре 2009 года. Гловер не вернулся в качестве штатного актёра в пятом сезоне шоу, появившись только в первых пяти эпизодах. Несмотря на предположения о том, что он уходит, чтобы продолжить свою музыкальную карьеру, серия рукописных заметок, которые Гловер опубликовал в Instagram, показала, что его причины были более личными, ссылаясь на необходимость проектов, которые давали ему больше независимости, поскольку он решал некоторые личные проблемы. Хотя Хармон обратился к Гловеру с предложением вернуться в шоу на шестой сезон, Гловер отказался, чувствуя, что возвращение его персонажа не пойдёт на пользу шоу, зрителям или ему самому как актёру.
Сценический псевдоним Гловера, Childish Gambino, который он использовал, чтобы начать свою музыкальную карьеру, был взят из генератора имен Wu-Tang Clan. В июне 2008 года он выпустил независимый микстейп «Sick Boi». В сентябре 2009 года он выпустил свой второй микстейп «Poindexter». Пара микстейпов под названием «I Am Just a Rapper» и «I Am Just A Rapper 2» были выпущены последовательно в 2010 году, а его третий микстейп «Culdesac» был выпущен в июле того же года. В марте 2010 года Гловер выступил с 30-минутным сетом в шоу-программе "Comedy Central Presents.

В мае 2010 года фанат предложил Гловеру роль Питера Паркера в фильме «Новый Человек-паук», призвав его сторонников ретвитнуть хэштег «#donald4spiderman». Кампания вызвала вирусный отклик в Twitter. Приглашение Гловера на прослушивание на эту роль было поддержано создателем «Человека-паука» Стэном Ли. Однако Гловер не прошёл прослушивание, и роль досталась Эндрю Гарфилду. Позже он рассказал, что Sony Pictures никогда не связывалась с ним. Автор комиксов Брайан Майкл Бендис, который год спустя анонсировал Майлза Моралеса, афроамериканскую версию Человека-паука, сказал, что задумал этого персонажа до того, как кампания Гловера стала вирусной. Бендис отдал должное Гловеру за то, что он повлиял на внешний вид нового героя для Человека-паука; Бендис сказал:
"Я увидел его в костюме [в Сообществе] и подумал: "Я бы хотел прочитать эту книгу".
 Позже Гловер озвучил это воплощение Человека-паука в мультсериале «Великий Человек-паук».
Гловер получил награду «Восходящая звезда комедии» на фестивале «Just for Laughs» в июле 2010 года и был показан в праздничной рекламной кампании Gap в 2010 году.

### 2011—2014: «Camp» и «Because the Internet»

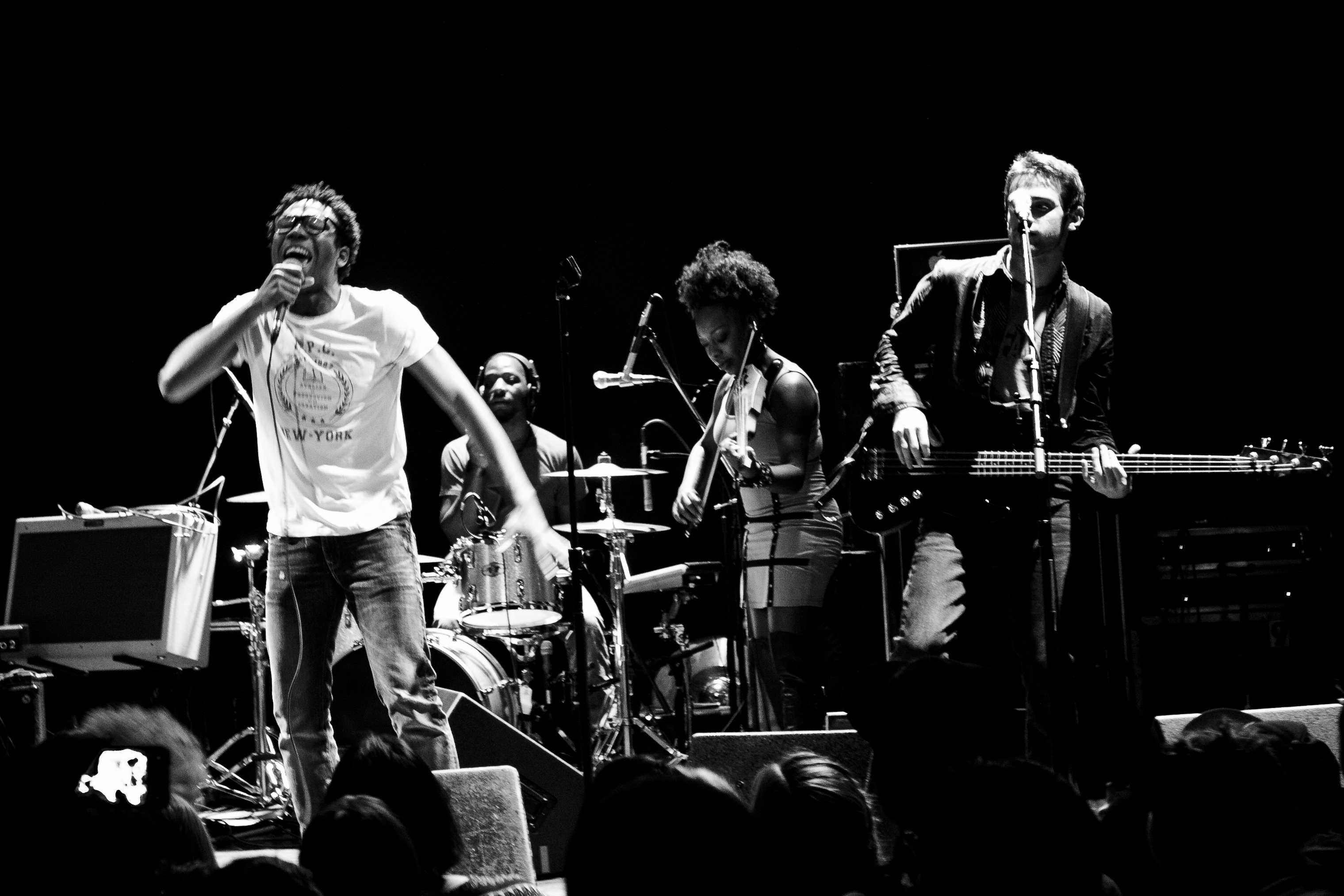
Childish Gambino в Bowery Ballroom в Нью-Йорке в 2010 году

Его первая расширенная версия, получившая название EP, была выпущена в качестве бесплатной цифровой загрузки в марте 2011 года. В том же месяце было выпущено музыкальное видео на песню «Freaks and Geeks», а Гловер принимал участие в церемонии вручения премии MTVU Woodie Awards на South By Southwest. Гловер начал свое общенациональное турне IAMDONALD в апреле. Тур представлял собой индивидуальное живое шоу, состоящее из рэпа, комедии и видеосегментов. Гловер появился на музыкальном фестивале Bonnaroo Music Festival в 2011 году как Childish Gambino и как комик, исполнив сет с Биллом Бейли. Его часовой специальный выпуск «Weirdo» вышел в эфир на Comedy Central в ноябре 2011 года.
Для своего дебютного студийного альбома 2011 года Гловер обратился за помощью в продюсировании к композитору партитуры «Сообщества» Людвигу Йоранссону; Йоранссон стал его самым частым соавтором. Перед его выпуском Гловер подписал контракт с Glassnote Records и отправился в тур. Альбом под названием «Camp» был выпущен 15 ноября 2011 года при поддержке его дебютных синглов «Bonfire» и «Heartbeat», которые достигли восемнадцатого места в Bubbling Under Hot 100 Singles и пятьдесят четвертого места в Hot R&B/Hip-Hop Songs. «Camp» дебютировал на одиннадцатой строчке Billboard 200, продав 52 000 копий за первую неделю, и в целом был хорошо принят критиками, а писатель PopMatters Стив Лепор назвал его «несомненно, одной из лучших пластинок любого жанра, вышедших в 2011 году». Его тур Camp Gambino Tour должен был начаться в марте 2012 года, но был перенесён на апрель после того, как он сломал ногу.
Гловер выпустил песни «Eat Your Vegetables» и «Fuck Your Blog» на своем веб-сайте в апреле и мае 2012 года. В течение мая и июня он представлял премьеры треков из своего шестого микстейпа «Royalty», который был выпущен для бесплатной цифровой загрузки в июле. В альбоме приняли участие несколько исполнителей, включая его брата Стивена, под псевдонимом Steve G. Lover III. В сингле «Trouble» британской исполнительницы Леоны Льюис из её альбома «Glassheart» (2012) Гловер выступил в качестве приглашённого исполнителя. Песня достигла седьмого места в UK Singles Chart, став его первым синглом из топ-10 Великобритании. В ноябре 2012 года Йоранссон заявил, что они с Гловером были в студии, генерируя новые идеи для следующего альбома, который должен был быть «масштабнее» и «с участием большего количества людей». В 2013 году Гловер подписал контракт на создание музыкального шоу для FX под названием «Атланта», в котором он будет играть главную роль, писать сценарии и выступать в качестве исполнительного продюсера. Хотя несколько телеканалов были заинтересованы в показе его получасовой комедии, он выбрал FX из-за их готовности работать в соответствии с его гастрольным графиком. У Гловера была роль второго плана в романтической комедии «С кем переспать?!!» (2013), которая оказалась ниже ожиданий, и приглашённая звезда в двух эпизодах комедийно-драматического телесериала «Девочки» в начале 2013 года в роли республиканца, который на короткое время полюбил героиню Лина Данэм.

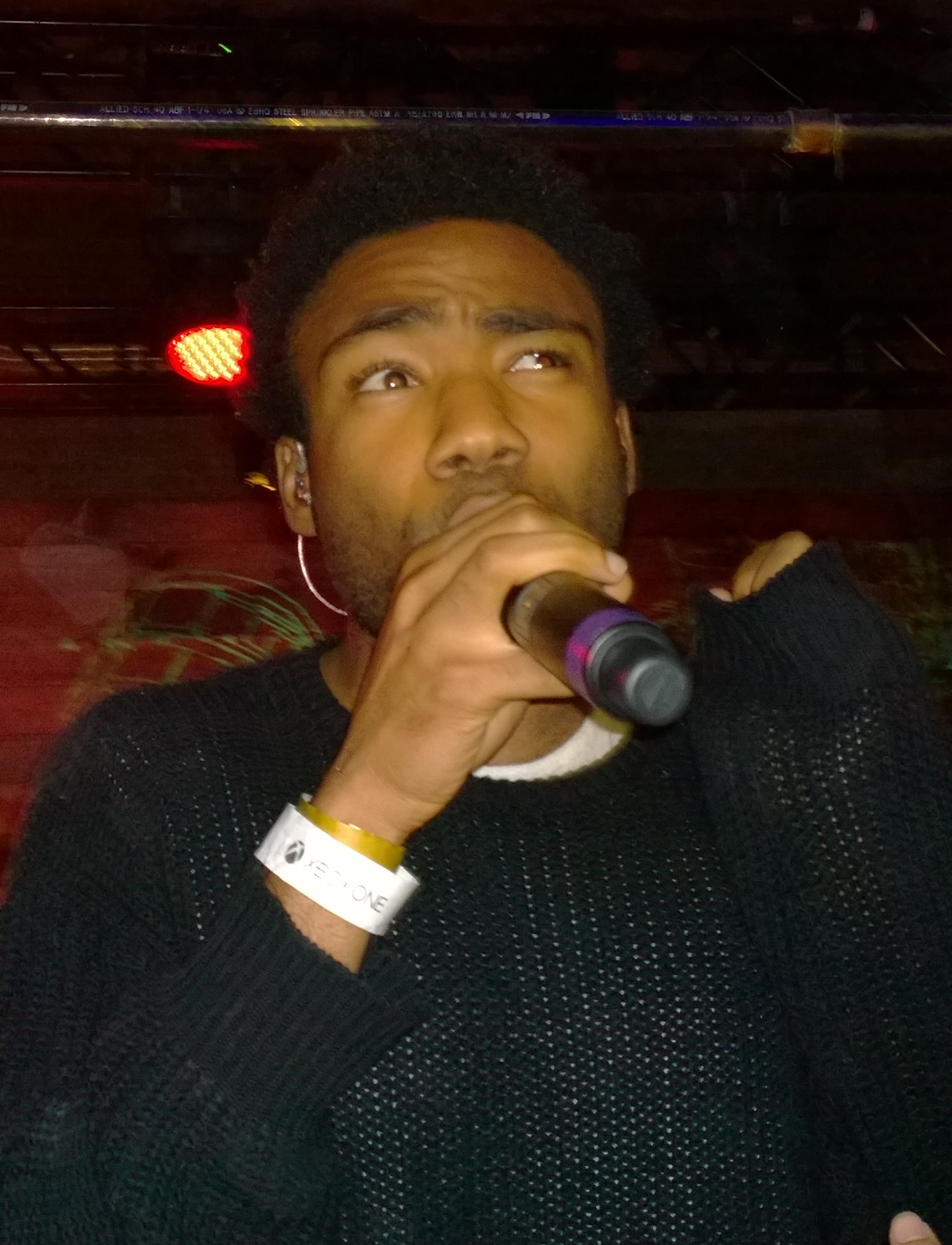
Childish Gambino выступал на South by Southwest в 2014 году

Его второй студийный альбом, «Because the Internet», был завершён в октябре 2013 года и выпущен в декабре, дебютировав на седьмой строчке чарта Billboard 200. На «Because the Internet» появились синглы «3005», «Crawl» и «Sweatpants». «3005» достиг восьмого места в британском R&B чарте и шестьдесят четвертого в Billboard Hot 100. Для продвижения альбома Гловер написал короткометражный фильм «Clapping for the Wrong Reasons», в котором снялись он сам, Chance the Rapper и Даниэль Фишел, среди прочих. Снятый режиссером Хиро Мураи, он был выпущен до выхода альбома и служит его прелюдией. Кроме того, был также выпущен 72-страничный сценарий, разработанный для синхронизации с альбомом. Американская ассоциация звукозаписывающей индустрии (RIAA)присвоила «Heartbeat» золотой сертификат за продажу 500 000 копий в июне 2014 года, что стало первым золотым сертификатом Гловера. «Because the Internet» тоже был сертифицирован как Золотой. С февраля по май 2014 года он отправился в Deep Web Tour.
Гловер снял клип на песню «The Pressure» Джене Айко, в чьём предыдущем сингле «Bed Peace» он выступил в качестве гостя. 2 октября он выпустил микстейп под названием «STN MTN», а на следующий день EP под названием «Kauai», который породил сингл «Sober». В то время как «STN MTN» можно было скачать бесплатно, доходы от «Kauai» шли на политику правоохранительных органов, техническое обслуживание и консервацию острова Кауаи. Гловер описал их как совместный проект и «первый концептуальный микстейп в истории», который продолжает историю, рассказанную в «Camp» и «Because the Internet». На 57-й ежегодной премии «Грэмми» Гловер получил свои первые номинации на «Грэмми» в категориях «Лучший рэп-альбом» за «Because the Internet» и «Лучшее рэп-исполнение» за «3005».

### 2015—2017: Роли в кино, «Атланта» и «Awaken, My Love!»
В 2015 году Гловер снялся в трёх фильмах. В «Эффекте Лазаря» он сыграл учёного, работающего с командой исследователей, которые возвращают мёртвых людей к жизни с катастрофическими последствиями. Затем Гловер сыграл певца в комедийно-драматическом фильме «Супер Майк XXL» и исполнила кавер-версию песни Бруно Марса «Marry You» в фильме, которая была включена в саундтрек. Его третьим релизом в том году стала научно-фантастическая адаптация фильма Ридли Скотта «Марсианин», в которой Гловер играет специалиста по астродинамике лаборатории реактивного движения, который помогает спасти астронавта, которого играет Мэтт Деймон, застрявшего на Марсе. Гловер внёс свой вклад в саундтрек к фильму «Крид: Наследие Рокки» (2015) из серии фильмов «Рокки», записав вокал к песне «Waiting For My Moment» и став соавтором другой песни под названием «Breathe».
После разработки с августа 2013 года FX заказала сериал «Атланта» в декабре 2014 года, анонсировав сезон из 10 серий в октябре 2015 года, премьера которого состоялась 6 сентября 2016 года и получила широкое признание критиков. Гловер сценарист, иногда режиссирует, исполнительный продюсер и играет главную роль в сериале в роли Эрнеста «Эрна» Маркса, выпускника Принстона, управляющего своего двоюродного брата-рэпера, пока они путешествуют по хип-хоп сцене Атланты. За свою работу в шоу Гловер получил различные награды, в том числе премии «Золотой глобус» за лучший телесериал — мюзикл или комедию и лучшую мужскую роль — телесериал-мюзикл или комедия и прайм-таймовую премию «Эмми» за выдающуюся главную мужскую роль в комедийном сериале и выдающуюся режиссуру комедийного сериала, что сделало его первым чернокожим человеком выигравшего премию «Эмии» в последней категории. Благодаря успеху сериала, FX подписала с Гловером эксклюзивный контракт на написание и продюсирование новых шоу для сети. Первым из этих показов был мультсериал с участием персонажа Marvel Comics Дэдпула, премьера которого должна была состояться в 2018 году, но позже была отменена из-за творческих разногласий. Позже Гловер опубликовал неофициальный и непроизведенный сценарий в своем Twitter, заявив, что он не был «слишком занят, чтобы работать над Дэдпулом», положив конец спекуляциям СМИ.
В сентябре 2016 года Гловер провёл три музыкальных выступления, известных как «Pharos Experience», в Джошуа Три, Калифорния, где он дебютировал песнями из своего третьего студийного альбома «Awaken, My Love!». Альбом был выпущен в декабре, заняв пятое место в чарте Billboard 200, а позже был сертифицирован как платиновый, собрав 1 000 000 сертифицированных копий. Это считалось смелым отходом от его обычного стиля хип-хоп, поскольку в нём Гловер в основном пел, а не читал рэп, и на него оказали влияние психоделический соул, фанк и R&B музыка, особенно фанк-группа Funkadelic. «Awaken, My Love!» спродюсировал синглы «Me and Your Mama», «Redbone» (который достиг двенадцатой строчки в Billboard Hot 100) и «Terrified». Его виниловый релиз включал гарнитуру виртуальной реальности и сопутствующее приложение, которое позволяло владельцам получать доступ к живым выступлениям в виртуальной реальности из «Pharos Experience». Альбом был положительно воспринят музыкальными критиками и был номинирован как на премию «Грэмми» 2018 года за альбом года и лучший городской современный альбом, в то время как «Redbone» выиграл «Лучшее традиционное R&B исполнение» и получил номинации на «Запись года» и «Лучшая R&B песня». Гловер исполнил «Terrified» на 60-й церемонии награждения.

В 2017 году Гловер появился в роли преступника Аарона Дэвиса в супергеройском фильме «Человек-паук: Возвращение домой» (2017). Дэвис — дядя версии Человека-паука Майлза Моралеса, которого Гловер озвучивал в мультсериале «Великий Человек-паук». Режиссер фильма Джон Уоттс назвал кастинг «приятным сюрпризом для фанатов», зная о его кампании 2010 года по изображению супергероя. В апреле 2017 года Time включил Гловера в свой ежегодный список «100 самых влиятельных людей в мире». Тина Фей написала про Гловера, заявив, что он
"воплощает веру своего поколения в то, что люди могут быть такими, какими они хотят, и изменить то, чего они хотят, в любое время".
Гловер объявил о своем намерении отказаться от сценического псевдонима Childish Gambino в июне 2017 года на музыкальном фестивале Governors Ball. Впоследствии он объяснил своё решение в интервью, чувствуя, что его музыкальная карьера больше «не нужна», и добавил: «Нет ничего хуже, чем третье продолжение» и «Мне нравится, когда что-то хорошо, и когда это возвращается, есть причина вернуться, есть причина сделать это.»

### 2018—2020: «This Is America» и «3.15.20»
Гловер подписал контракт с RCA Records в январе 2018 года, что Гловер назвал «необходимой сменой темпа». В мае 2018 года он выпустил сингл под названием «This Is America», выступая в качестве ведущего и музыкального гостя в «Saturday Night Live». Песня дебютировала на первом месте, став одновременно первым синглом Гловера номер один и десяткой лучших в Соединенных Штатах. В нём он поет и читает рэп, черпая вдохновение из трэп-музыки. Тексты песен затрагивали различные темы, включая насилие с применением огнестрельного оружия и чернокожесть в Соединенных Штатах, в то время как в скандальном видео, снятом японским режиссером и частым соавтором Хиро Мураи, Гловер стрелял из огнестрельного оружия в хор. «This is America» получила «Грэмми» в номинациях «Песня года», «Лучшее музыкальное видео», «Лучшее рэп-исполнение» и «Запись года», став первой рэп-песней, получившей последнее.

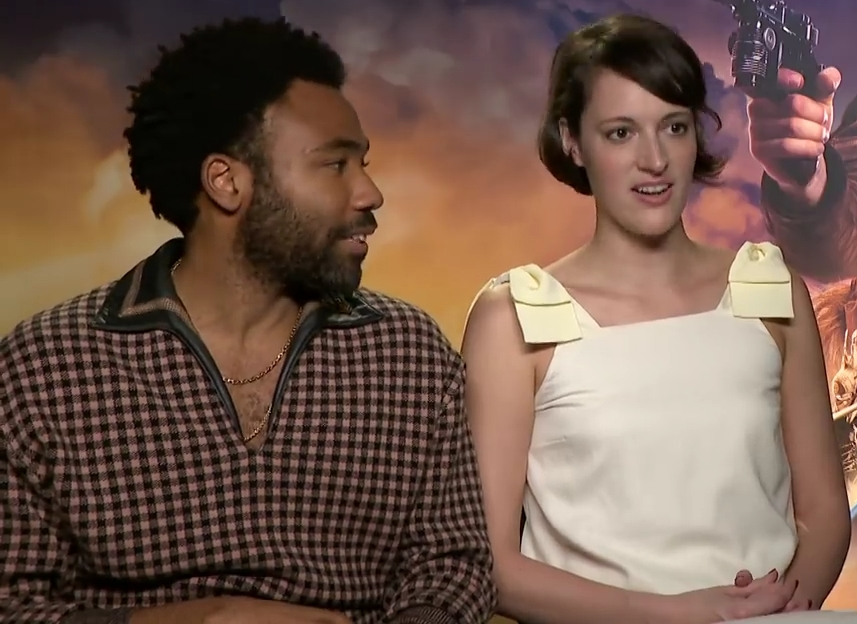
Гловер (слева) продвигает «Хан Соло: Звездные войны. Истории» с Фиби Уоллер-Бридж в 2018 году

Во время съёмок второго сезона «Атланты» Гловер сыграл молодую версию Ландо Калриссиана в «Хан Соло. Звёздные войны: Истории» (2018), из-за чего он пропустил несколько эпизодов; ранее Калриссиана играл Билли Ди Уильямс в двух фильмах оригинальной трилогии «Звёздные войны». Несмотря на бурное производство фильма и низкие кассовые сборы, игра Гловера получила высокую оценку, особенно критика Стефани Захарек за его «неуправляемую, харизматичную элегантность». В июле 2018 года Гловер выпустил расширенную версию «Summer Pack», содержащую песни «Summertime Magic» и «Feels Like Summer», первая из которых изначально должна была стать ведущим синглом из готовящегося четвертого студийного альбома Гловера. «Summertime Magic» дебютировала на сорок четвертой строчке в Billboard Hot 100. Гловер начал свой пятый концертный тур «This Is America Tour» в сентябре, объявив, что это будет его последним концертом на открытии в Атланте. Две ранее не издававшиеся песни, «Algorhythm» и «All Night», стали доступны людям, купившим билеты на тур.
В феврале 2018 года Гловер обратился к New Regency без сценария по поводу проекта, над которым он хотел бы поработать, пока у него будет свободное время между сольными рекламными обязанностями и его туром This Is America Tour. Из-за его предыдущего успеха они быстро приняли его предложение, и Amazon Studios согласилась распространять фильм. Фильм «Остров гуавы», написанный Стивеном Гловером и снятый режиссером Хиро Мураи, был снят на Кубе. В нем Гловер играет музыканта, который решает устроить фестиваль у себя на родине, а Рианна — его партнершу и музу в главной роли. Он был выпущен в 2019 году на Amazon Prime Video и получил в целом благоприятную оценку критиков после премьеры на Coachella. Гловер исполнил гостевой вокал для трека «Monster» в альбоме 21 Savage 2018 года «I Am > I Was», размышляя о своих негативных чувствах к музыкальной индустрии и о том, почему он хочет уйти из музыки. Он сотрудничал с Adidas Originals, чтобы переосмыслить три пары классических кроссовок Adidas, которые были выпущены в апреле 2019 года под маркой «Donald Glover Presents» и рекламировались серией рекламных роликов с участием комика Моника.
Через несколько дней после того, как в апреле 2019 года Гловер стал хедлайнером Coachella, состоялась премьера новой песни «Algorythm» через мобильное приложение Pharos AR. Приложение дополненной реальности позволяет пользователям открывать виртуальный мир Pharos вместе с другими игроками. Во время своего выступления в качестве хедлайнера на фестивале музыки и искусств Outside Lands 2019 Гловер собрал «самую большую аудиторию, которая когда-либо была у Outside Lands», а также объявил, что это «предпоследнее шоу, которое мы будем делать», прежде чем отказаться от псевдонима Childish Gambino. Когда его спросили в Jimmy Kimmel Live! что касается статуса завершения карьеры, Гловер сказал, что он не уверен и может продолжить выступать после тура This Is America Tour. Ожидалось, что Гловер выпустит ещё один альбом в соответствии с контрактом RCA Records, который он подписал в январе 2018 года.
Гловер озвучил взрослого Симбу, титульного главного героя и принца-льва, ставшего королем в фильме «Король Лев» (2019), ремейке одноименного диснеевского фильма 1994 года. Гловер похвалил режиссера Джона Фавро за то, как он построил вневременную историю, и попросил его перезаписать свои реплики, поскольку он более лично связан с сюжетной линией фильма после смерти своего отца. Гловер пел в саундтреке к фильму и в подготовленном куратором альбоме «The Lion King: The Gift», в который вошли песни, вдохновлённые фильмом. Несмотря на неоднозначные отзывы, фильм собрал в мировом прокате 1,6 миллиарда долларов, что сделало его одним из самых кассовых фильмов всех времён. В декабре 2019 года Гловер поддержал кандидата от Демократической партии на 2020 год Эндрю Яна и присоединился к его кампании в качестве креативного консультанта.
15 марта 2020 года Гловер транслировал свой неожиданный четвертый альбом на своем веб-сайте Donald Glover Presents, где он проигрывался в цикле в течение двенадцати часов. В альбоме представлены 21 Savage и Ариана Гранде. Альбом был выпущен на цифровых сервисах на следующей неделе под названием «3.15.20». Он был хорошо принят музыкальными критиками и дебютировал под номером 13 в Billboard 200. В ноябре 2020 года, в редком появлении в своем Twitter, Гловер высказал мнение, что 3-й и 4-й сезоны «Атланты» будут на уровне «Клана Сопрано» и что его следующий музыкальный проект станет «самым масштабным на сегодняшний день».

### 2021-настоящее время: Возвращение на телевидение
В 2021 году Дональд Гловер подписал общий контракт с Amazon Studios. Было объявлено, что он будет продюсером и исполнит главную роль в телевизионной перезагрузке фильма Дага Лаймана «Мистер и миссис Смит» 2005 года с Майей Эрскин в главной роли. В апреле 2021 года Гловер написал в Twitter, что находится в процессе написания трилогии художественных фильмов.
В феврале 2022 года завершились съёмки 3-го и 4-го сезонов «Атланты», премьера 3-го сезона состоялась 24 марта, а премьера финального сезона намечена на осень. В марте Гловер объявил, что работает над сериалом Disney+ «Звездные войны» по мотивам Ландо Калриссиана. Он также начал снимать телесериал с предварительным названием «Улей», в главных ролях Доминик Фишбэк, Демсон Идрис и Хлоя Бейли, о персонаже в стиле Бейонсе.
В декабре 2022 года было объявлено, что Гловер сыграет главную роль и продюсирует полнометражный фильм во вселенной «Человека-паука» Sony Pictures. В настоящее время у фильма нет названия, но говорят, что он вращается вокруг Гипно-Хастлера.

В интервью Variety в октябре 2022 года создатель «Сообщества» Дэн Хармон сказал, что, по его мнению, Дональд Гловер снимется в предстоящем фильме «Сообщество» производства Sony Pictures и Peacock TV. 
“Я думаю, что Дональд прибудет, основываясь на сарафанном радио, но это просто сделка не официальная или не была официальной. Было бы трудно по-настоящему взяться за это дело без Дональда”, - сказал Хармон. “Так что я верю, что он вернется".
19 июля 2024 года вышел новый альбом Дональда Гловера под псевдонимом Чайлдиш Гамбино: Bando Stone & the New World. Диск станет последним, вышедшим под псевдонимом.

## Влияния
В интервью The Guardian Гловер заявил:
"LCD Soundsystem оказывает на меня такое же влияние, как и Ghostface Killah. Многие рэп-шоу, которые я смотрел в детстве, были скучными, но если вы ходили на Rage Against the Machine или Justice Show, дети сходили с ума. Дети просто хотят сойти с ума, Odd Future это знает. Люди хотят испытать что-то физическое".
 Гловер также упоминает хип-хоп дуэт Outkast и трио Migos, а также фанк-группу Funkadelic как оказавшие влияние.
Гловер оказал влияние на ряд молодых музыкантов и актеров. Рэпер Винс Стейплс похвалил способность Гловера «каждый раз делать что-то новое».

## Личная жизнь
Гловер начал встречаться с Мишель Уайт в 2015 году. У них трое сыновей, родившихся в начале 2016, январе 2018 и 2020 годов.
Гловер известен тем, что скрывает личную жизнь и редко публикует посты в социальных сетях или дает интервью, если только не для рекламной работы. В интервью The New Yorker он заявил, что социальные сети заставили его почувствовать себя «менее человечным» и что он посещает только страницы онлайн-дискуссий, на которых он может оставаться анонимным и общаться с людьми, которые понимают, что он говорит.

17 декабря 2018 года, во время финальной остановки тура This Is America Tour, Гловер объявил, что его отец умер. Он сказал:
"Пару недель назад я потерял своего отца, и я хотел сыграть ему несколько новых песен, но он не захотел их слушать, потому что сказал: "Я знаю, что они будут великолепны"."

## Фильмография
| Год       |     | Русское название                                             | Оригинальное название                                       | Роль                       |
| --------- | --- | ------------------------------------------------------------ | ----------------------------------------------------------- | -------------------------- |
| 2006      | кор | Чёрный Питер Пэн                                             | Black Peter Pan                                             | Питер Пэн                  |
| 2006—2008 | с   | Студия 30                                                    | 30 Rock                                                     | Различные персонажи        |
| 2009      | кор | Я Тайгер Вудс                                                | I Am Tiger Woods                                            | Тайгер Вудс                |
| 2009      | ф   | Тайная команда                                               | Mystery Team                                                | Джейсон                    |
| 2009—2014 | с   | Сообщество                                                   | Community                                                   | Трой Барнс                 |
| 2010      | мс  | Робоцып                                                      | Robot Chicken                                               | Мейс Винду                 |
| 2011      | ф   | Маппеты                                                      | The Muppets                                                 | ассистент Вероники         |
| 2011      | мс  | Обычный мультик                                              | Regular Show                                                | Альфа Дог                  |
| 2012—2017 | с   | Девчонки                                                     | Girls                                                       | Сэнди                      |
| 2013      | ф   | С кем переспать?!!                                           | The To Do List                                              | Деррик Мёрфи               |
| 2013      | с   | Улица Сезам                                                  | Sesame Street                                               | Элмноп                     |
| 2013—2016 | мс  | Время приключений                                            | Adventure Time                                              | Маршал Ли                  |
| 2014      | кор | Курица и тщетность                                           | Chicken and Futility                                        | Парень                     |
| 2014      | ф   | Александр и ужасный, кошмарный, нехороший, очень плохой день | Alexander and the Terrible, Horrible, No Good, Very Bad Day | Грэг                       |
| 2015      | ф   | Марсианин                                                    | The Martian                                                 | сотрудник NASA Рич Пёрнелл |
| 2015      | ф   | Эффект Лазаря                                                | The Lazarus Effect                                          | Нико                       |
| 2012—2017 | мс  | Совершенный Человек-паук                                     | Ultimate Spider-Man                                         | Майлз Моралес              |
| 2015      | ф   | Супер Майк XXL                                               | Magic Mike XXL                                              | Андрэ                      |
| 2016—2022 | с   | Атланта                                                      | Atlanta                                                     | Эрнест «Эрн» Марк          |
| 2017      | ф   | Человек-паук: Возвращение домой                              | Spider-man: Homecoming                                      | Аарон Дэвис                |
| 2018      | ф   | Хан Соло. Звёздные войны: Истории                            | Solo: A Star Wars Story                                     | Лэндо Калриссиан           |
| 2019      | ф   | Король Лев                                                   | The Lion King                                               | Симба                      |
| 2019      | ф   | Остров Гуава                                                 | Guava Island                                                | Deni Maroon                |
| 2023      | мф  | Человек-паук: Паутина вселенных                              | Spider-Man: Across the Spider-Verse                         | Аарон Дэвис / Бродяга      |
| 2024      | с   | Мистер и миссис Смит                                         | Mr. & Mrs. Smith                                            | Джон Смит / Майкл          |

## За кадром
| Год       |   | Русское название | Оригинальное название | Роль                                                    |
| --------- | - | ---------------- | --------------------- | ------------------------------------------------------- |
| 2006—2008 | с | Студия 30        | 30 Rock               | сценарист                                               |
| 2009      | ф | Тайная команда   | Mystery Team          | сценарист, исполнительный продюсер, композитор          |
| 2016—2022 | с | Атланта          | Atlanta               | создатель, сценарист, исполнительный продюсер, режиссёр |

## Дискография
- Camp (2011)
- Because the Internet (2013)
- "Awaken, My Love!" (2016)
- 3.15.20 (2020)
- Atavista (2024)
- Bando Stone & the New World (2024)